# Darwinellidae
Darwinellidae é uma família de esponjas marinhas da ordem Dendroceratida.

## Gêneros
- Aplysilla Schulze, 1878
- Chelonaplysilla de Laubenfels, 1948
- Darwinella Muller, 1865
- Dendrilla Lendenfeld, 1883